# نادي مريخ الأبيض
نادي المريخ الرياضي المعروف أيضا تحت اسم مريخ الأبيض هو نادي كرة قدم أساسي في السودان مقره في مدينة الأبيض.